# Sabrina Buil
Pour les articles homonymes, voir Buil.
Sabrina Buil est une karatéka française née le 20 novembre 1980. Elle était spécialiste, avec sa sœur jumelle Jessica, du kata par équipe féminin. Elles ont été six fois championnes du monde et six fois championnes d'Europe. Elle est aujourd'hui coach en karaté.

## Carrière sportive
Originaires de Sète, Sabrina et Jessica Buil commencent le karaté à 7 ans et remportent leur premier titre de Championnes du Monde Junior par équipe à 19 ans. S'appuyant sur leur complicité et leur complémentarité, elles enchaînent ensuite les victoires pendant 10 ans, devenant 6 fois championnes du Monde et 6 fois championnes d'Europe,.
Elles arrêtent la compétition après les championnats d'Europe de 2008 à la suite d'une opération où Sabrina se fait poser un stimulateur cardiaque. Elles restent cependant à ce jour les seules karatékas à disposer d'un tel palmarès.
Sabrina Buil est titulaire du sixième dan à la FFK.

## Professorat
Sabrina Buil commence à enseigner le karaté dès ses 18 ans.
Après s'être retirée des compétitions, elle endosse à plein temps le rôle d'entraîneur. Elle gère un club à Cléon, où plusieurs de ses poulains se qualifient régulièrement pour le championnat de France.

En 2011, Sabrina Buil et sa sœur Jessica Buil fondent la société Optimum Martial Training, qui organise régulièrement des stages d'entraînement dont elles sont les coachs.

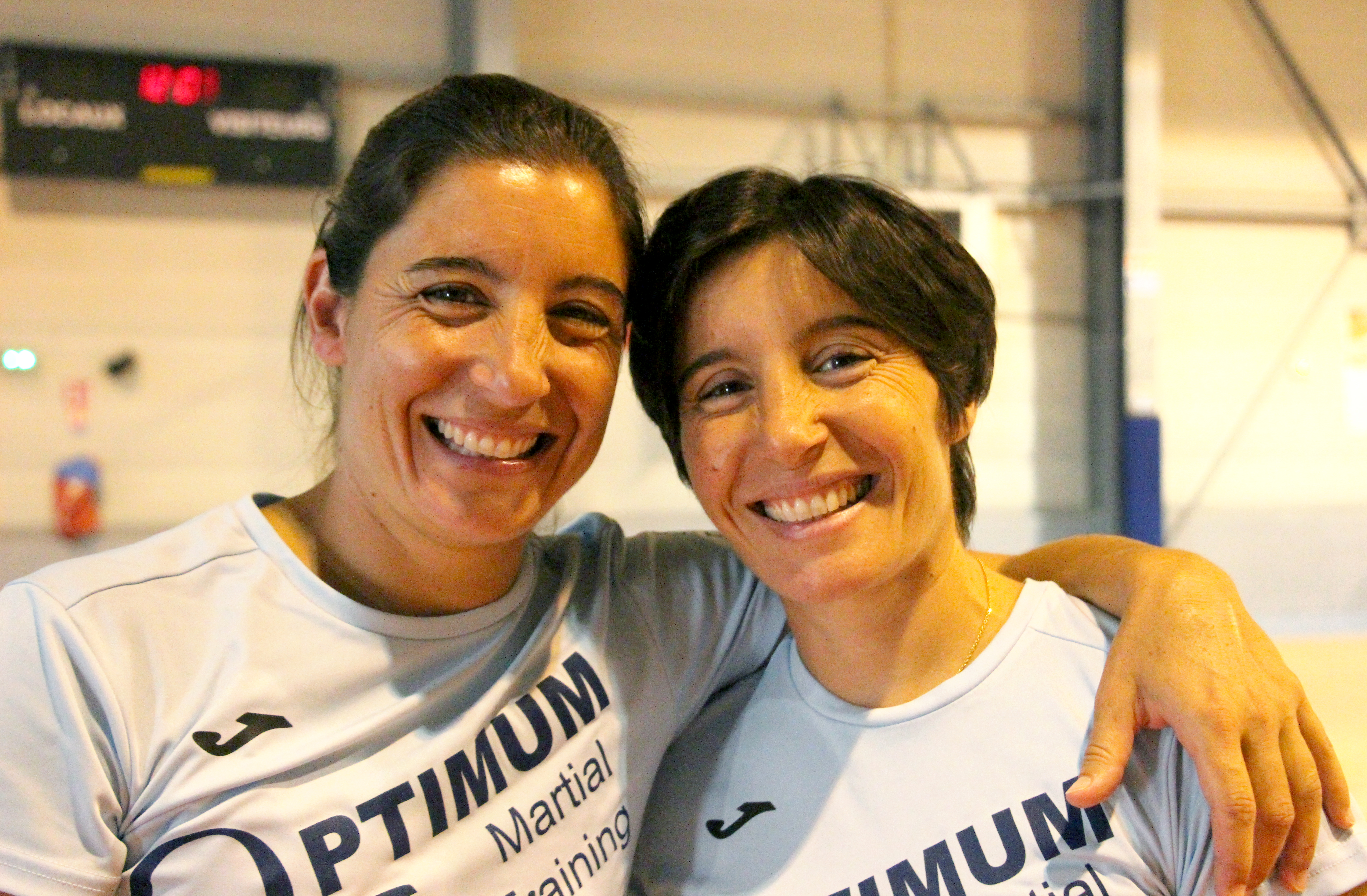
Sabrina Buil (à gauche) et Jessica Buil (à droite) en 2019 à Sète lors d'un stage d'entraînement annuel.

## Palmarès

### Championnat du monde
- Championne du Monde Senior par Équipe 2006 à Tampere (Finlande)
- Vice-Championne du Monde Senior par Équipe 2004 à Monterrey (Mexique)
- Championne du Monde Senior par Équipe 2002 à Madrid (Espagne)
- Championne du Monde Junior Individuel 2001 à Athènes (Grèce)

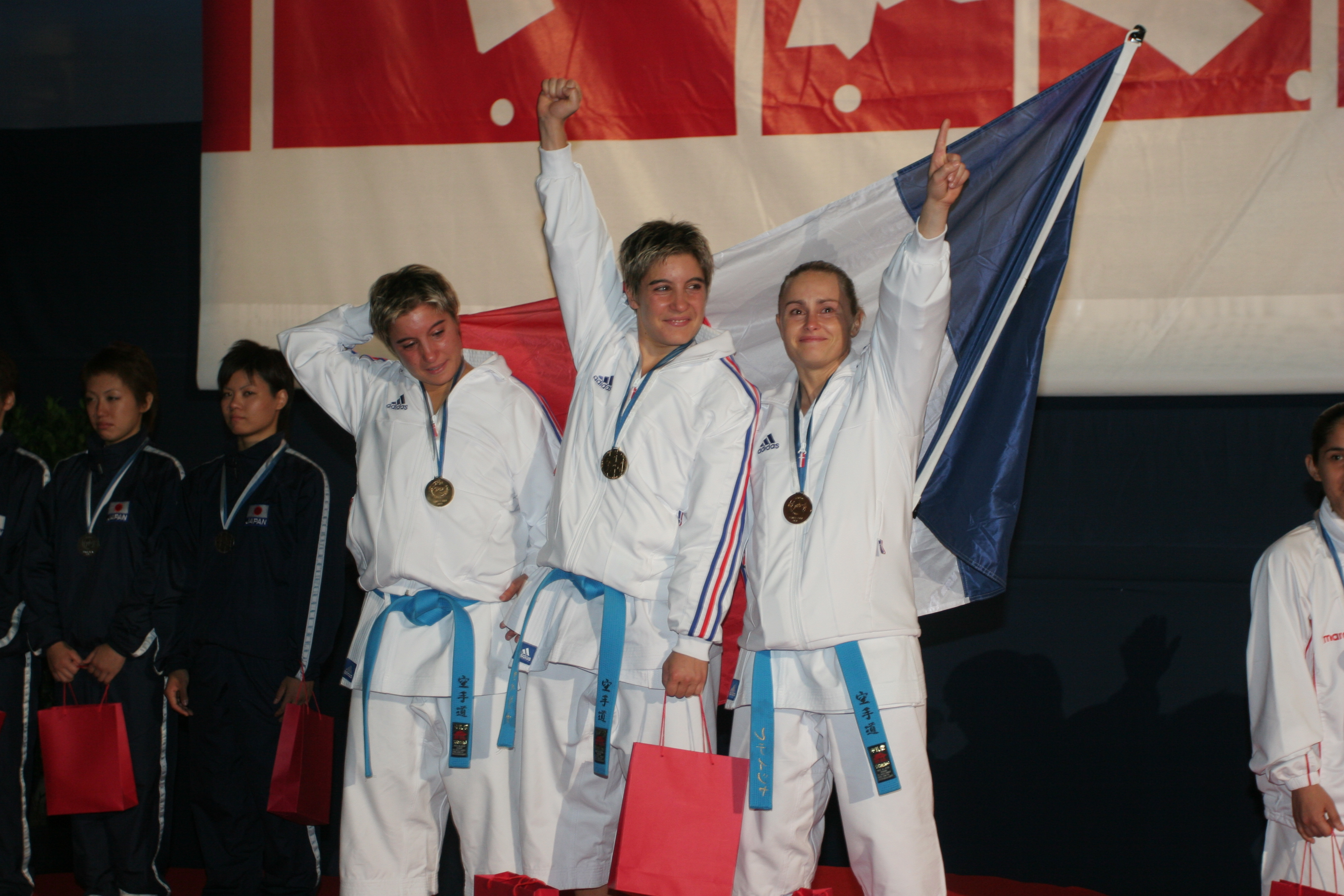
L'équipe de France de kata féminin victorieuse aux championnats du monde de karaté seniors 2006. De gauche à droite : Jessica Buil, Sabrina Buil, Lætitia Guesnel.

- Championne du Monde Junior par Équipe 2001 à Athènes (Grèce)
- Championne du Monde Senior par Équipe 2000 à Munich (Allemagne)
- Championne du Monde Junior par Équipe 1999 à Sofia (Bulgarie)

### Championnat d'Europe
- 3e Championnat d’Europe Sénior par Équipe 2008 à Tallinn (Estonie)
- 3e Championnat d’Europe Sénior par Équipe 2007 à Bratislava (Slovaquie)
- Championne d’Europe Senior par Équipe 2006 à Stavanger (Norvège)
- Championne d’Europe Senior par Équipe 2005 à Tenerife (Espagne)
- 3e Championnat d’Europe Senior Individuel 2005 à Tenerife (Espagne)
- Championne d’Europe Senior par Équipe 2004 à Moscou (Russie)
- Championne d’Europe Senior par Équipe 2003 à Brême (Allemagne)
- Vice-Championne d’Europe Senior Individuel 2003 à Brême (Allemagne)
- Championne d’Europe Senior par Équipe 2002 à Tallinn (Estonie)
- 3e Championnat d’Europe Senior Individuel 2002 à Tallinn (Estonie)
- Vice-Championne d’Europe Junior par Équipe 2001 à Nicosie (Chypre)
- 3e Championnat d’Europe Junior Individuel 2001 à Nicosie (Chypre)
- 3e Championnat d’Europe Senior par Équipe 2001 à Sofia (Bulgarie)
- Championne d’Europe Senior par Équipe 2000 à Istanbul (Turquie)
- Vice-Championne d’Europe Junior Individuel 2000 à Celje (Slovénie)
- 3e Championnat d’Europe Junior par Équipe 2000 à Celje (Slovénie)

### Championnat de France
- Vice-Championne de France Senior individuel 2006
- Championne de France Individuel 2005
- Vice-Championne de France Individuel 2004
- Championne de France Senior Individuel 2003
- Championne de France Senior par Équipe 2002
- Vice-Championne de France Senior Individuel 2002
- Championne de France Senior par Équipe 2001
- Championne de France Junior Individuel 2001
- Championne de France Junior Individuel 2000
- Championne de France Senior par Équipe 2000
- Championne de France Inter Ligue 2000
- Vice-Championne de France Senior par Équipe 1999

### Coupe de France
- Vainqueur de la Coupe de France Senior Individuel 2003
- Vainqueur de la Coupe de France Senior Individuel 2001
- Vainqueur de la Coupe de France Senior par Équipe 2001
- Vainqueur de la Coupe de France Senior par Équipe 2000
- Vainqueur de la Coupe de France Junior Individuel 2000
- Vainqueur de la Coupe de France Senior par Équipe 1999
- Vainqueur de la Coupe de France Junior Individuel 1999
- 3e de la Coupe de France Senior par Équipe 1998

### Autre
- Vainqueur de la Coupe Mondiale Féminine Senior Individuel 2000 (Nice et St Raphaël)